# 六氟合氯(VII)𬭩盐
六氟合氯(VII)𬭩盐是含有[ClF6]+多卤阳离子的化合物，其离子具有Oh对称性。

## 制备
六氟合氯(VII)𬭩盐可以FClO2或ClF5为原料制备：
6 FClO2 + 6 PtF6 → 5 ClO2PtF6 + ClF6PtF6 + O2
2 ClF5 + 2 PtF6 → ClF4PtF6 + ClF6PtF6
通过分解上一反应的ClF4PtF6，可以得到含有PtF4杂质的ClF6PtF6（CAS号：36609-91-3），为亮黄色固体。
复分解法可用于制备其它六氟合氯(VII)𬭩盐，如：
ClF6AsF6 + CsBF4 → CsAsF6↓ + ClF6BF4
反应在−78 °C的氟化氢溶液中进行，生成的ClF6BF4（CAS号：85662-38-0）为白色晶体，在室温稳定。而将ClF5、BF3和F2加热、加压则没有任何固体产物生成。白色的ClF6AsF6（CAS号：85662-38-0）可由KrFAsF6或Kr2F3AsF6在氟化氢中氧化ClF5反应得到。ClF6SbF6（CAS号：86527-34-6）可由类似方法制得，但由于ClF4AsF6更稳定，且体系内SbF5易于生成多聚阴离子，尚未分离出纯净的产物。在氟锑酸盐中，只有[ClF6][Sb2F11]（CAS号：745795-63-5）得到了结构表征。
有文献报道通过爆炸压缩法使氟化铜-氯化亚铜体系反应，得到六氟合氯阳离子的四氟铜(III)酸盐（ClF6CuF4，CAS号74242-30-1），但三年后有人指出反应得到的固体中并不存在[ClF6]+离子，而是反应体系中的少量水分及容器参与了反应，生成了[Cu(H2O)4]SiF6。

## 性质
[ClF6]+被视作是“ClF7”的路易斯酸成分，和亚硝酰氟反应试图制备“ClF7”，只能得到ClF5和F2：
ClF6PtF6 + FNO → NOPtF6 + ClF5 + F2
六氟合氯(VII)𬭩盐加热时可以分解：
ClF6BF4 → ClF5 + BF3 + F2
ClF6AsF6 → ClF5 + AsF5 + F2